# جلال‌الدین شاه‌شجاع
ابوالفوارس جلال‌الدینْ شاه شجاع از سلاطین آل مظفر و مشهورترین عضو این خاندان است.

## زندگی‌نامه
شاه‌شجاع در ۲۲ جمادی‌الثانی ۷۳۳ قمری در یزد متولد شد. وی از جانب مادر به سلاطین قراختاییان کرمان نسب برمی‌کشید و نظر به همین نسب، با انتصاب به مقام ولیعهدی به دستور پدر، از برادر بزرگ‌تر خود پیشی گرفت. در دوره فرمانروایی پدرش، مبارزالدین محمد، مأموریت‌هایی به او واگذار شد که امارت کرمان در ۷۵۴ق از جمله آنها بود. او همچنین در فتح شیراز در زمان پدرش، که منجر به برافتادن سلاطین آل اینجو شد، نقشی عمده داشت.
امیر مبارزالدین محمد مظفر، بانی سلسلهٔ آل مظفر و پدر شاه‌شجاع، چنان‌که در دیوان حافظ و دیگر منابع مشهود است، بسیار تندخو و زودخشم بود و در عقوبت دادن، سرعت و خشونت داشت. امیر مبارز در بازگشت از سفر جنگی آذربایجان بر دو پسرش، شاه‌شجاع و شاه‌محمود، و همچنین بر خواهرزاده خود، شاه‌سلطان، خشم گرفت و دو پسر را به کوری و خواهرزاده را به کشتن بیم داد. پس آن سه تن، سحرگاهی در اصفهان، امیر محمد را فروگرفتند. شاه‌شجاع بر اسب برنشست و بر سرش، به نشان سلطنت، چتر گرفتند و امیرمحمد را به قلعه طبرک فرستادند و در آنجا کور ساختند.
شاه‌شجاع پس از فروگرفتن پدر، در ۷۵۹ (قمری) به پادشاهی رسید. او حکومت اصفهان و ابرقو را به برادر خود، قطب‌الدین شاه محمود و حکومت کرمان را به برادر دیگرش، سلطان عمادالدین احمد، سپرد و خواجه قوام‌الدین محمد بن علی صاحب‌عیار را به وزارت برگزید. اما پس از چندی، نشانه‌های سرکشی از قوام‌الدین به ظهور پیوست و به دستور شاه‌شجاع کشته شد و خواجه جلال‌الدین تورانشاه به وزارت رسید.
شاه‌شجاع، برخلاف پدرش، تعصب مذهبی زیادی نداشت. وی گاهی شعر نیز می‌سرود. حافظ ابرو نویسندهٔ زبدة التواریخ نقل می‌کند که امیر مبارزالدین در امر به معروف و نهی از منکر بسیار جدی بود، تا جایی که به طعنه، «محتسب» نامیده می‌شد و حتی شاه‌شجاع نیز یک رباعی طعنه‌آمیز در وصف وی سروده‌است. عین عبارت حافظ ابرو چنین است:

چون امیر مبارزالدین محمد در مملکت فارس استقرار یافت، به تربیت سادات و علما و فضلا مشغول گشته، در امر معروف و نهی منکر مبالغه می‌نمود، به مرتبه‌ای که هیچ‌کس را یارای آن نبود که نام مناهی و ملاهی برد؛ و مردم را به سماع حدیث و فقه و تفسیر و مواعظ ترغیب می‌فرمود. حضرت شاه‌شجاعرا  در این معنی رباعی هست و ثبت افتاد.
| در مجلسِ دهر، سازِ مستی پست است |  | نه چنگ به قانون و نه دف بر دست است |
| رندان همه ترکِ می‌پرستی کردند   |  | جز محتسبِ شهر که بی می مست است      |
شاه‌شجاع ۵۳ سال عمر و ۲۷ سال پادشاهی کرد. بنا به وصیتش، پیکر او را در پای کوه چهل مقام یا چهل دختران به خاک سپردند. کریم‌خان زند سنگی بر مزار شاه شجاع نهاد که اکنون برجای است.
حافظ شیرازی با شاه‌شجاع هم‌عصر بود و برخی اشعارش به حوادث دوران حکومت شاه‌شجاع اشاره دارد:
| بیا که رایت منصور پادشاه رسید |  | نوید فتح و بشارت به مهر و ماه رسید |
| کجاست صوفی دجال فعل ملحد شکل  |  | بگو بسوز که مهدی دین پناه رسید     |

| دیر است که دلدار پیامی نفرستاد    |  | ننوشت سلامی و کلامی نفرستاد     |
| صد نامه فرستادم و آن شاهِ سواران   |  | پیکی نَدوانید و سلامی نفرستاد    |
| سویِ منِ وحشی صفتِ عقل رمیده         |  | آهو رَوشی، کبک خرامی، نفرستاد    |
| دانست که خواهد شُدنم مرغِ دل از دست |  | وز آن خطِ چون سلسله دامی نفرستاد |
| فریاد که آن ساقیِ شِکَّر لبِ سرمست     |  | دانست که مخمورم و جامی نفرستاد  |
| چندان که زدم لافِ کرامات و مقامات  |  | هیچم خبر از هیچ مقامی نفرستاد   |
| حافظ به ادب باش که واخواست نباشد  |  | گر شاه پیامی به غلامی نفرستاد   |

## دوران سلطنت

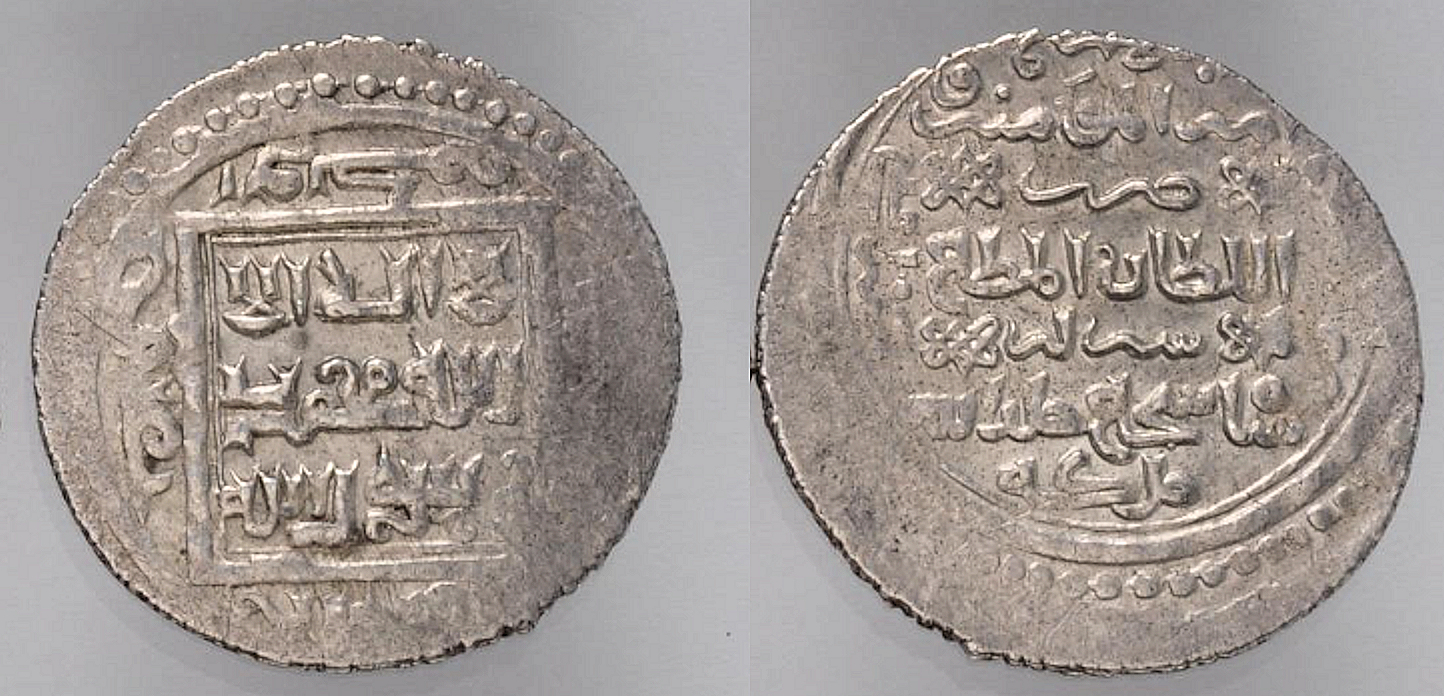
سکهٔ دو دیناری شاه شجاع، ضرابخانهٔ شیراز

سلطنت نسبتاً طولانی شاه شجاع در میان دو دورهٔ خونبار حمله مغول و یورش‌های تیمور بود. از این حیث، سلطنت او روزگار امن و امید و آسایش مردم بود و بر خاتمه یافتن این روزگار خوش، حسرت بسیار می‌خوردند. از آنجا که روزگار کودکی شاه شجاع، دورهٔ پایه‌گذاری سلطنت آل مظفر و لبریز از کشش و کوشش برای بسط و تحکیم این سلطنت بود، وی مجال تحصیل پیوستهٔ علم را در کودکی نیافت. با این حال، وی در علم و ادب و هنر و فضایل باطنی، سرآمد بود. خطش نیکو بود و نثری روان و زیبا و پرظرافت داشت و شعر می‌سرود و شاعران را می‌نواخت و دربارش محفل انس و ادب و هنر بود.
زیبایی سیرت و حسن صورت را با مکارم اخلاق و جوانمردی، توأم داشت و برای خوی فرشته گونش داستان‌های بسیار نقل کرده‌اند. برای نمونه نقل کرده‌اند که یک بار با کوکبهٔ شاهی از میدان مشق نظام بازمی‌گشت. از آنجا که حسن صورتش زبانزد بود و همگان آرزوی دیدار او را داشتند، پیرزنی از فراز بام فریاد زد: فاطمه خاتون، فاطمه خاتون بیا که شاه شجاع از کوی می‌گذرد. شاه ایستاد و کوکبه را ایستاند. سبب را پرسیدند و شاه شجاع گفت: دریغ است که آرزوی دل فاطمه خاتون برآورده نشود و دلش بشکند. ایستادم تا او یک نظر مرا ببیند. سپس به راه افتاد و رفت.
وی در هر جنگ که کرد، پیروز بود و ایران را به حدود طبیعی‌اش بازگرداند و منهای خراسان، بر باقی ایران تاریخی به‌طور مستمر یا مقطعی حکم می‌راند چنان‌که قفقاز را نیز گشود و مدتی بر بغداد نیز تسلط یافت.
اگر به مرگ نا به هنگام از دنیا نمی‌رفت، بعید می‌نمود که تیمور بر قلمرو آل مظفر پنجه افکند، چنان‌که چون در سال ۷۷۶ هجری قمری، امیر اختیارالدین حسن، فرماندار کرمان گزارش دست‌اندازی‌های سپاه تیمور به سیستان را برای شاه شجاع ارسال کرد و از پیشروی تیمور به سوی غرب، ابراز نگرانی کرد، شاه شجاع در پاسخی کوتاه و کوبنده که جزء اسناد افتخار تاریخ ایران است، با نثر موجز و دقیق و پر ظرافتش بر حاشیهٔ نامه نگاشت که:

«امیر اختیارالدین حسن، قَلَق و اضطرابی که در باب محاصرهٔ سیستان نموده، بی‌تکلّف معلوم داند که… امیر تیمور نویان نگذارد و نخواهد که لشکریان او متعرّض ممالک دوستان و مخلصان شوند و اگر گذارد، مع‌هذا، تأیید کردگار و دل استوار و بازوی کامگار و تیغ آبدار و لشکر جرّار نیزه‌گذار، در کار است. بسم‌الله اگر حریف مایی.

| گر از یک‌نیمه جمع آید سپاه مشرق و مغرب |  | ز دیگر نیمه بس باشد، تن‌تنهای درویشان |

شاه شجاع هرچند که به سبب انتشار اخبار توحشی که تیمور در نبردهایش بر مردمان روا می‌داشت، از مواجهه با او پرهیز می‌کرد و حتی این پرهیز از مواجهه را دعای پس از نمازش ساخته بود، اما چنان‌که از پاسخ کوتاه وی بر می‌آید، به رغم اخبار هراس‌آور کینه‌کشی‌های تیمور، هم به لحاظ روانی و هم به لحاظ نظامی، آمادگی کامل برای برخورد و سرکوب تیمور را داشت و وی تنها کسی در آن مقطع بود که توان و امکانات لازم را برای سرکوب تیمور در اختیار داشت.
چنان‌که از مطالعهٔ سیرت شاه شجاع و پدرش امیر محمد و خلف شاه شجاع و برادرزاده‌اش شاه منصور بر می‌آید، این خاندان ایرانی پس از سرآمدن کار ایلخانان مغول، عزم بر احیای ایران و اخراج مغولان داشتند، چنان‌که پس از مرگ سلطان ابوسعید ایلخان و لشکرکشی جانی بیک مغول به ایران برای سلطنت دوبارهٔ مغولان، چون جانی بیک نامه به امیر محمد فرستاد که باید مطیع ما باشی، امیرمحمد پاسخ او را با فرمان بسیج سپاهیان داد و در حمله‌ای سریع به آذربایجان، نایب جانی بیک را که اخی جوق نام داشت در هم شکست و کشت. شاه شجاع نیز روزگار به کشش و کوشش با مغولان گذراند و از آن پیامش دربارهٔ امیرتیمور نیز عزم جدیش بر مقابله با مغولان آشکار است و شاه منصور نیز بر آن هوا بود که ایالات ایران را یکپارچه کند و خود نه به عنوان پادشاه بلکه چون سربازی بر لب جیحون بنشیند تا تیمور از آن گذاره نکند.
شاه منصور به شاهزادگان آل مظفر و حکام اطراف و حتی سلطان بایزید عثمانی، نامه کرد که مرا هوای سلطنت نیست، هر یک پسری و سپاهی به من دهید تا بر لب جیحون بنشینم و تیمور را نگذارم که از آب گذاره کند.  اما از هیچ سو یاریی نرسید و شاه منصور به سال ۷۹۵ (قمری) حافظ که او را به فتح مژده داده بود، در نبرد با تیمور کشته شد. این نبرد، پایان سلطنت آل مظفر بر ایران بود و با کشته شدن شاه منصور، جمیع شاهزادگان آل مظفر به دستور تیمور گردن زده شدند جز دو پسر شاه شجاع که به سمرقند انتقال داده شدند تا تحت نظر باشند و به مرگ طبیعی وفات یافتند.

## مرگ

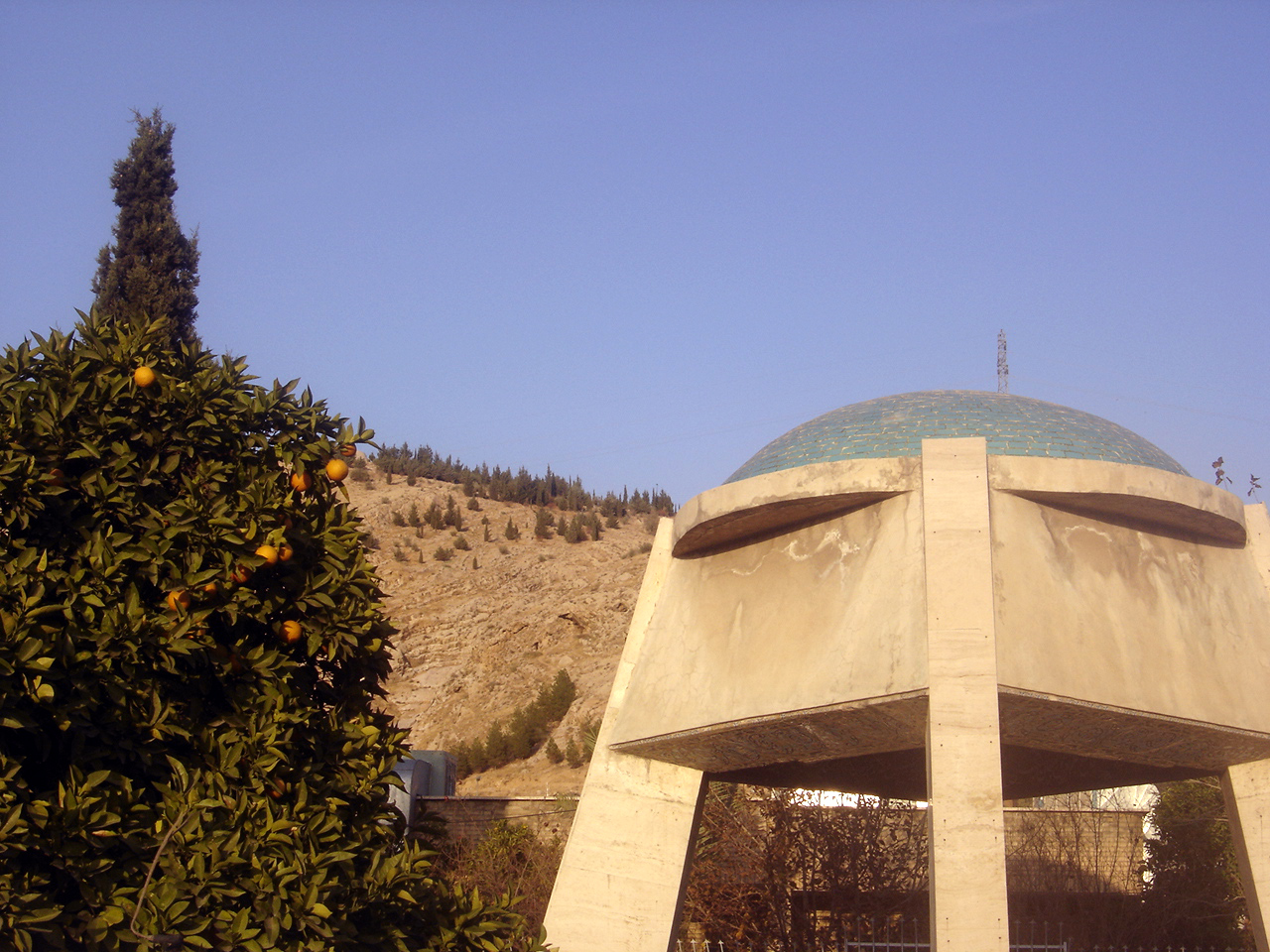
آرامگاه شاه‌شجاع در پای کوه چهل مقام یا چهل دختران در شیراز

وفات شاه شجاع در سال ۷۸۶ هجری قمری و در پی یک سفر طولانی جنگی رخ داد. وی که در سال ۷۸۵ برای انتظام امور سلطانیه بدان سامان سپاه کشیده بود، نامه‌ای از اتابک شمس‌الدین پشنگ، فرماندار ایذج (ایذه) مبنی بر دست‌اندازی‌های شاه منصور از شوشتر به ایذج دریافت داشت. شاه شجاع پاسخ فرستاد که پس از فیصله دادن امور سلطانیه، از راه لرستان عازم شوشتر خواهد شد. در آن حین، درد کهنهٔ پای شاه شجاع که ناشی از آسیب در نبردهای پیشین بود، سربرآورده بود و شاه را در مِحَفّه (تخت روان) می‌بردند. شاه شجاع به سبب فشارهای فزاینده‌ای که بر اتابک شمس‌الدین وارد می‌شد، برای رعایت کوتاهی راه، سپاه خویش را از میان کوه‌های زاگرس به سمت خوزستان رهبری کرد و در میان راه، اتابک ملک عزالدین، حاکم خرّم‌آباد را به سبب ابراز تعلق به سلاطین ایلکانی، گوشمال داد و دختر او را به نوا (گروگان در قالب ازدواج) گرفت. از بد حادثه در آن زمستان، برف بسیار بارید و در راه‌های کوهستانی، آسیب شدید به سپاه و شخص شاه رنجور و بیمار وارد شد و سلامت وی را مختل ساخت، چندان که پس از رسیدن به شوشتر، غرضی که در خاطر داشت، یعنی برداشتن شاه منصور از آن شهر، حاصل نیامد و تنها دیداری میان پادشاه و برادرزاده رخ داد. شاه شجاع از شوشتر، سپاه را به سوی شیراز راند و در ادامهٔ مسیر، سلامت جسمانی وی بحرانی‌تر شد و وصول اخبار موحش تهاجمات تیمور به خراسان و مازندران نیز ضرباتی سخت بر روان شاه بیمار وارد ساخت، چندان که پس از وصول به شیراز، در روز یکشنبه ۲۲ شعبان سال ۷۸۶ هجری قمری در ۵۳ سالگی (۵۱ سالگی به تاریخ خورشیدی) و در مقطعی که کسی باور نمی‌داشت، وفات یافت.
با مرگ شاه شجاع سلطنت آل مظفر که پس از قرن‌ها حکومت ترکان و مغولان بر ایران، نوید سلطنتی منسجم را به همراه آورده بود، رو به زوال رفت. دو پسر بزرگ‌تر شاه شجاع، سلطان شبلی و سلطان اویس پیش از آن به جرم طغیان بر پدر، دستگیر شده بودند. پس پسر کوچک‌تر شاه شجاع، سلطان زین‌العابدین به جانشینی پدر نشست، اما در برابر تیمور کاری از پیش نبرد و برادرزاده شاه شجاع، شاه یحیی، مقام سلطنت را با منصب امارت از جانب تیمور عوض کرد. پس شاه منصور، برادرزادهٔ دیگر شاه شجاع که برادر کوچک شاه یحیی بود، این خواری را تاب نیاورد و بر شیراز تاخت و از حکم تیمور خارج شد.

## جایگاه علمی، ادبی، فرهنگی و هنری شاه شجاع
افراد سه خاندان سلطنتی ایلکانی، اینجو و مظفری، عموماً به علم و ادب و هنر آراسته بودند و دوران فرمانروایی آنان از ادوار درخشان و مولّد در تاریخ ادب و هنر و فرهنگ ایران به‌شمار می‌رود. در این میان، شاه شجاع وضعیت و جایگاهی متمایز داشت و از برجستگی‌های بیشتری برخوردار بود. او از خردسالی، حافظ قرآن بود و خط خوش داشت و بر فنون و قواعد دبیری و شاعری مسلط بود و از کودکی و در تمام سال‌های سلطنت در مدارس و جلسات درس دانشمندان شرکت می‌کرد. بسیاری از شاعران قلمروهای دور و نزدیک، مداح او بودند و دربار او از مراکز مهم تجمع شاعران، نویسندگان، هنرمندان و دانشمندان بود که همگی تحت حمایتهای بی‌دریغ او به تولید آثاری درخشان سرگرم بودند. از معروف‌ترین وابستگان دربار او می‌توان به عماد فقیه کرمانی و حافظ شیرازی اشاره کرد. حافظ مانند بسیاری از شاعران آن عصر، مدایح متعددی را به نام شاه شجاع سروده‌است و حتی شماری از اشعار مشهور حافظ به استقبال و پیروی از اشعار شاه شجاع سروده شده‌است. شاه شجاع افزون بر آنکه خود نویسنده و شاعر بود، منتقد ادبی نیز بود و در جلسات ادبی، نقدهای دقیقی را بر اشعار شاعران بزرگی چون سلمان ساوجی و حافظ شیرازی وارد می‌کرد و همواره میان آنان مباحثات انتقادی در جریان بود و او صرفاً پادشاهی خریدار مدیحه و منفعل در پذیرش آثار شاعران و نویسندگان نبود. منشآت و اشعار شاه شجاع در آن عصر و اعصار پسین، شهرت و رواج فراوان داشت و بسیاری از تذکره‌های عصر مظفری، تیموری و صفوی، اشعار فراوانی از شاه شجاع نقل کرده‌اند که بر اساس این اشعار می‌توان شاه شجاع را در گروه شاعران درجهٔ دو تاریخ ادبیات فارسی رده‌بندی کرد که با توجه به اشتغال او به سلطنت، مقامی بسیار بالا در شاعری است و از انبوه شاعران حرفه‌ای تاریخ ادب فارسی، بالاتر قرار می‌گیرد. برخی از رباعیات مشهور او عبارتند از:
گفتم چو تویی به دلنوازی نبود
گفتا غم عشق ما به بازی نبود
گفتم صفت زلف تو می‌کردم، گفت:
بیهوده سخن بدین درازی نبود
با دل گفتم کای دل شیدا چونی؟
بی ما بر آن دلبر رعنا چونی؟
دل گفت مرا حاجت پرسیدن نیست
من خود برِ دلبرم، تو بی ما چونی؟
چون فصل بهار، عشرت و عیش فزود
از شاخ، شکوفه رخ به خوبی بنمود
اینجا که تو با منی، به آن‌هام چه کار
و آنجا که تو بی منی، از این‌هام چه سود؟
در سر هوس آنکه نگاری آید
در دل غم آنکه غمگساری آید
افسوس بر آنکه اندرین مهلت عمر
کاری بنکردم که به کاری آید